# Thatcham
Thatcham este un oraș în comitatul Berkshire, regiunea South East, Anglia. Orașul se află în districtul unitar West Berkshire.